# Arcidiecéze astanská Nejsvětější Panny Marie
Arcidiecéze astanská Nejsvětější Panny Marie je římskokatolická metropolitní arcidiecéze v Kazachstánu, jejíž sídlo je v hlavním městě země Astaně, kde se nachází katedrální kostel Panny Marie Matky ustavičné pomoci. 

## Stručná historie
V roce 1999 byla z území latinské apoštolské administratury v Kazachstánu vyčleněna apoštolská administratura astanská, která byla o čtyři roky později povýšena na metropolitní arcidiecézi.